# Madame Ramon Subercaseaux

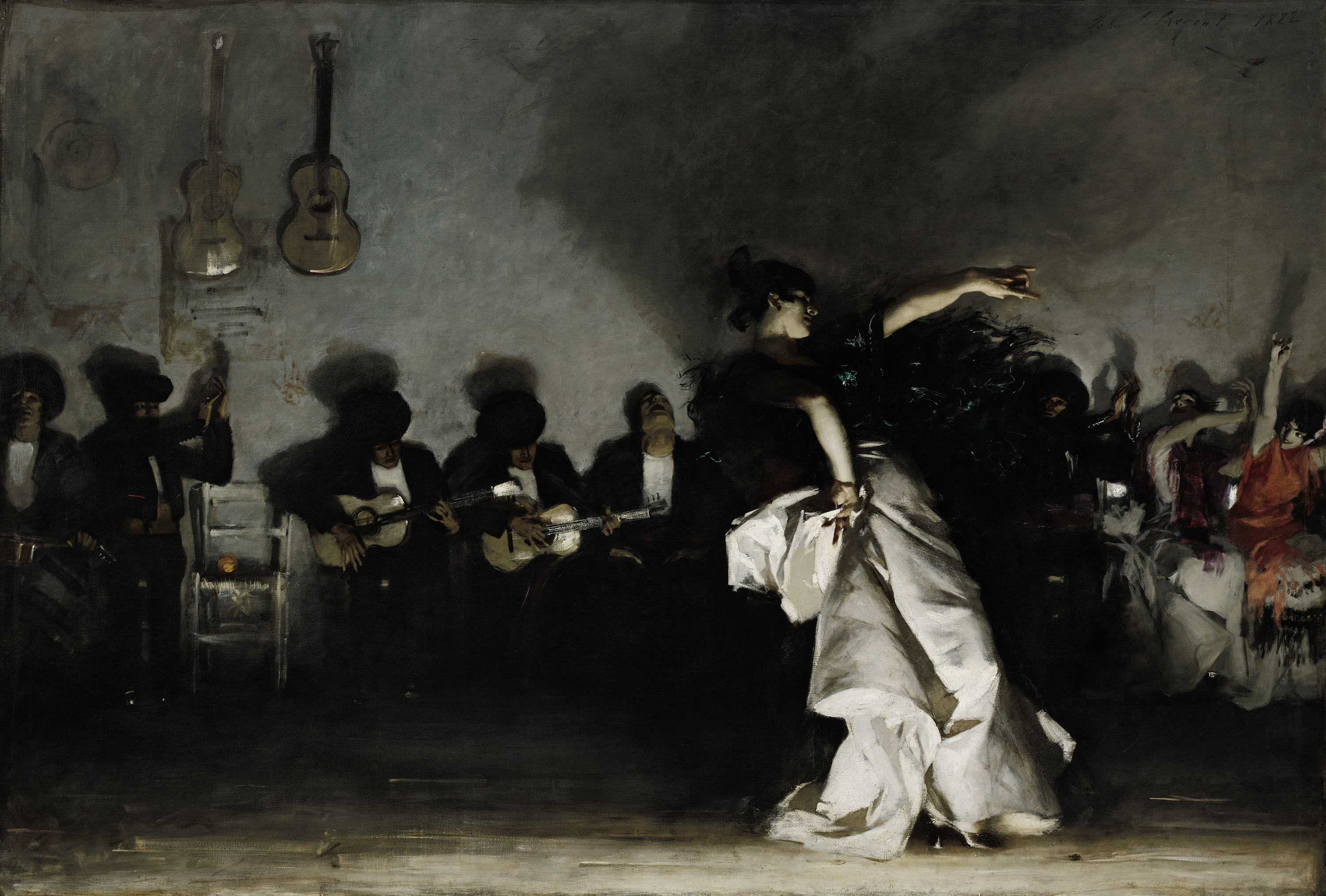
El Jaleo
John Singer Sargent, 1882
232 × 348 cm
Öl auf Leinwand
Isabella Stewart Gardner Museum, Boston

Madame Ramon Subercaseaux ist ein Gemälde des US-amerikanischen Malers John Singer Sargent aus dem Jahre 1880. Es zählt zum Frühwerk Sargents und entstand als Auftragsarbeit kurz nach der erfolgreichen Ausstellung von Fumée d’Ambre Gris und Madame Pailleron während des Salon de Paris des Jahres 1880.

## Das Gemälde
Sargent wurde im Lauf seines Lebens zu einem der bedeutenden Porträtisten des ausgehenden 19. und beginnenden 20. Jahrhundert. 1880 stand der 24-jährige allerdings noch am Anfang seiner Karriere. Ihm war bewusst, dass eine erfolgreiche Karriere als Maler wesentlich davon abhing, dass er während des Salon de Paris positiv auffiel. Sargent traf deshalb sehr bewusste Entscheidungen, welche Gemälde er bei dem Salon de Paris ausstellte. Der Salon war die wichtigste Kunstausstellung Frankreichs und gleichzeitig ein wesentliches gesellschaftliches Ereignis. Er hatte 1877 erstmals auf dem Salon de Paris erfolgreich ausgestellt. Dem folgte 1878 seine Landschaft Austernfischer in Cancale und 1879 das Porträt seines Lehrers Carolus-Duran. 1880 entschied sich Sargent mit Fumée d’Ambre Gris ein Gemälde auszustellen, das der aktuellen Mode des Orientalismus entsprach und mit dem Porträt der Madame Pailleron ein weiteres Gemälde, dass seine Fähigkeiten als Porträtist unter Beweis stellte.
Die Hoffnungen Sargents bestätigten sich. Der chilenische Maler Ramón Subercaseaux Vicuña wurde durch die Ausstellung auf Sargent aufmerksam und beauftragte ihn mit einem Gemälde seiner erst 20-jährigen Frau Amalia Errazuriz y Urmeneta. Sie hielt in ihren privaten Aufzeichnungen fest, dass ausschlaggebend für den Auftrag vor allem Fumée d’Ambre Gris war. Das Atelier Sargents empfand das Ehepaar als zu unkonventionell, Sargent porträtierte Amalia Errazuriz y Urmeneta in der Wohnung des Ehepaars in der Avenue Bois de Boulogne. Nach Amalia Errazuriz y Urmeneta wählte Sargent jedes Detail und jede Farbe des Porträts sehr bedacht aus. Wesentliche Inspirationen habe Sargent aus seinem vorherigen kurzen Besuch in Spanien gezogen – er habe ihr unter anderem Musik mitgebracht, das spanische und südamerikanische Tänze interpretierte. Tatsächlich erinnert das Kleid der Tänzerin in dem zwei Jahre später entstehenden El Jaleo, in dem Sargent explizit die Eindrücke aus seinen Spanienaufenthalten verarbeitete, an das der Porträtierten und beide Gemälde weisen rote Akzente auf.
Amalia Errazuriz y Urmeneta hält in ihren Aufzeichnungen fest, dass sie und ihr Ehemann von den Umgangsformen Sargents sehr angetan waren und ihn bald als Freund betrachteten. Tatsächlich traf das Ehepaar Sargent im September und Oktober in Venedig wieder und Ramón Subercaseaux hielt in seiner Autobiografie fest, dass Sargent angenehme Gesellschaft gewesen wäre und man viel Zeit auf gemeinsamen Exkursionen verbracht habe.